# Izba Pamięci przy Cmentarzu Powstańców Warszawy
Izba Pamięci przy Cmentarzu Powstańców Warszawy – oddział Muzeum Warszawy znajdujący się przy ul. Wolskiej 168, upamiętniający ofiary powstania warszawskiego. Otwarty dla zwiedzających w 2022 roku.

## Historia
Izba powstała z inicjatywy Społecznego Komitetu ds. Cmentarza Powstańców Warszawy, kierowanego przez Wandę Traczyk-Stawską. W 2015 roku rozstrzygnięto konkurs architektoniczny, w którym zwyciężył projekt autorstwa pracowni Bujnowski Architekci. Izba składa się z dwóch pawilonów i Muru Pamięci zlokalizowanych w parku Powstańców Warszawy, wzdłuż ul. Józefa Sowińskiego, w bezpośrednim sąsiedztwie cmentarza Powstańców Warszawy.
W 2019 roku wydano pozwolenie na budowę. Wmurowanie kamienia węgielnego miało miejsce w lipcu 2021 roku. Uroczyste otwarcie muzeum miało miejsce 2 października 2022 roku, a udostępnienie placówki dla zwiedzających − 4 października 2022 roku.
Od 2022 roku placówka jest oddziałem Muzeum Warszawy.

## Architektura
Budynki muzeum posiadają konstrukcję betonową ścian oraz dachu. Dach spoczywa na słupach umieszczonych wewnątrz budynku. Większy z pawilonów mieści dwie sale wystawowe: Salę Świadectw oraz Salę Pamięci. W mniejszym pawilonie mieści się księgarnia, punkt informacyjny oraz zaplecze techniczne. Powierzchnia użytkowa muzeum wynosi 600 m².
Mur Pamięci mieści 93 240 mosiężnych tabliczek, z których ok. 62 tys. zwierają nazwiska zidentyfikowanych ofiar powstania warszawskiego.

## Nagrody i wyróżnienia
- 2023: Nagroda Architektoniczna Prezydenta m.st. Warszawy w kategorii Najlepszy budynek użyteczności publicznej 2022[4][7]
- 2023: I Nagroda w konkursie Polski Cement w Architekturze[8]